# Guajara (guanci)
Guajara o Guaxara è il nome di una donna guanci.
L'unico riferimento per l'esistenza di questo personaggio è dovuto al poeta Antonio de Viana, che pubblica il suo lavoro nel 1604. In questa storia, Guajara è ritratto all'inizio come un amante della Tinguaro, fratello del re o Mencey Bencomo di Taoro, e come uno degli amici di Dácil. L'autore indica anche che Guajara ha diritti di eredità del regno di Anaga.
All'arrivo dei conquistadores spagnoli nel 1494, il Mencey Beneharo promette a Tinguaro la mano della figlia Guacimara e l'eredità del suo regno, se è vittorioso in battaglia. Geloso per l'interesse di Tinguaro nel raggiungere la ricompensa, Guajara manipola Ruymán, nipote di Tinguaro e amante di Guacimara, per evitare il matrimonio promesso. Finalmente, dopo il volo di Ruymán e Guacimara, Bencomo costringe Tinguaro a sposare Guajara, dandogli anche il governo di Anaga. Tuttavia, Tinguaro muore poco dopo la "Batalla de La Laguna", lasciando la moglie il cuore spezzato.
autori successivi completano la leggenda di Guajara facendo impazzire dalla perdita del suo amante o credere nelle braccia di Guacimara, e scegliendo di vagare l'isola fino a quando non decide di porre fine alla sua vita desriscándose dalla cima di una montagna, che ha preso nome.
Per il medico-storico Juan Bethencourt Alfonso, Guajara e Tinguaro avevano cinque figli.